# Glasticka
Glasticka (Antrodiella semisupina) är en svampart som först beskrevs av Berk. & M.A. Curtis, och fick sitt nu gällande namn av Leif Ryvarden 1980. Glastickan ingår i släktet Antrodiella och familjen Phanerochaetaceae.  Arten är reproducerande i Sverige.  Inga underarter finns listade i Catalogue of Life.
Dyntaxa rekommenderar det vetenskapliga namnet Antrodiella pallescens för denna art.